# Anton Gerits
Anton Hubert Jozef Gerits (Den Haag, 30 april 1930 – Weesp, 3 december 2021) was een Nederlandse antiquaar, schrijver en dichter. 

## Loopbaan

### Antiquaar
Aanvankelijk was hij in loondienst bij Martinus Nijhoff N.V., bij Mouton & Co, bij Ludwig Rosenthals antiquariaat en bij de Elsevier onderneming Dekker & Nordemann B.V., om zich ten slotte in 1981 als zelfstandige ondernemer te vestigen onder de naam A. Gerits – Rare Books in Hilversum, later uitgebouwd tot A. Gerits & Son B.V. in Amsterdam. In 1996 droeg hij het bedrijf over aan zijn zoon, Arnoud (1956), die de firma in 2010 verhuisde naar Diemen.

### Schrijver
Hij debuteerde als dichter en schrijver van korte verhalen in 1953 in het Amsterdams Tijdschrift voor Letterkunde. Hij publiceerde artikelen in vakbladen en enkele kranten, en in boekvorm enkele aanvullingen op bestaande bibliografieën. Zijn herinneringen verschenen in het Nederlands en Amerikaans.
Naast zijn beroepsbezigheden hield hij zich bezig met het schrijven van korte verhalen en gedichten. Van zijn hand verschenen drie bundels korte verhalen en veertien dichtbundels.
In 1993 werd hem de Literaire Prijs van de Provincie Gelderland toegekend voor de cyclus Tot dolen en dromen ontwaakt, een eerbetoon aan Ida Gerhardt.
Hij was lid van Dichterscollectief 2006, dat voortkwam uit Literaire Uitgeverij De Beuk.
Anton Gerits overleed in 2021 op 91-jarige leeftijd.